# Sällskapet småfåglarnas vänner

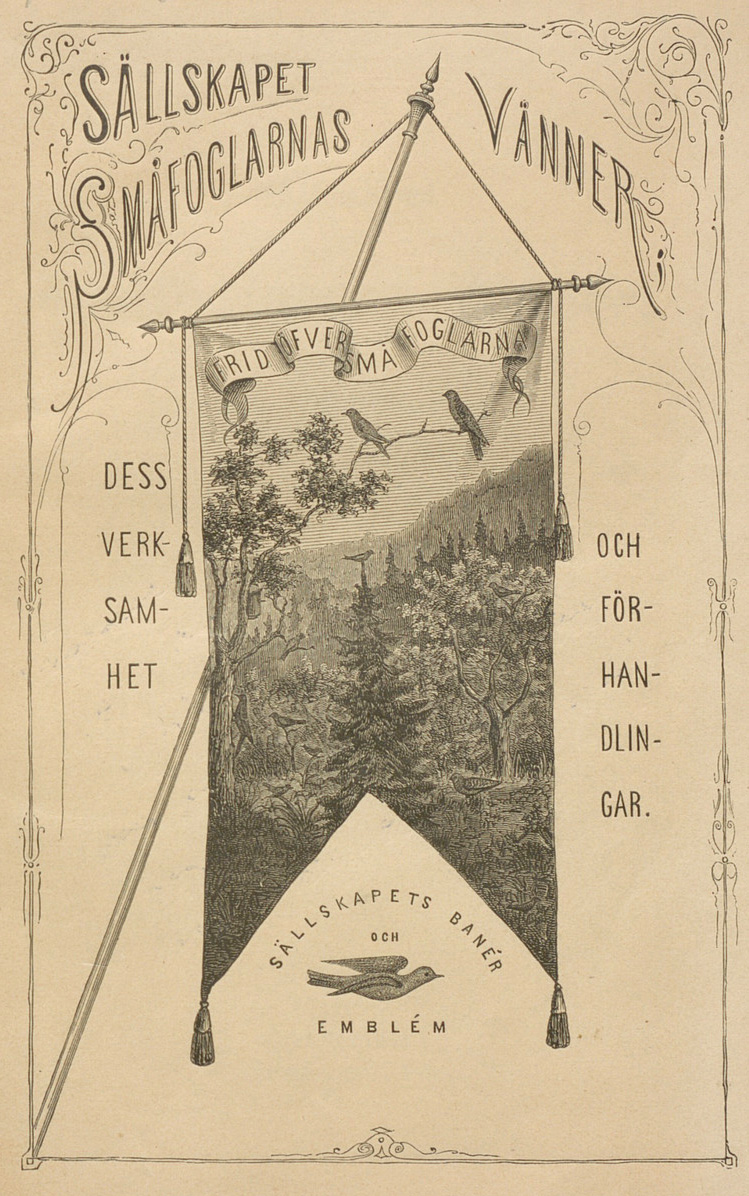
Sällskapets banér 1873

Sällskapet småfåglarnas vänner (även Sällskapet småfoglarnas vänner), grundat 15 december 1869 av August Wilhelm Malm i Göteborg tillsammans med bland andra läraren Carl Gustaf Svensson (1821–1901), var en djurskyddsförening med fokus på småfåglar. Trots att föreningen inte arbetade för ett allmänt djurskydd, utan specifikt för fåglar, brukar den betecknas som Sveriges första djurskyddsförening. Senare omformades sällskapet till Göteborgs djurskyddsförening.

## Aktiviteter
Enligt en skylt på Skansen Kronan hjälpte sällskapet till att täcka Skansberget med jord när det anlades en park där, efter att det upphört att vara militärt område. Sällskapet planterade skog och buskar, satte upp fågelholkar, arrangerade utflykter för skolbarn och föreläste om fåglarnas fördelar för jordbruket och liknande.
Tidigt anställde sällskapet även en djurskyddsinspektör som gjorde regelbundna besök på salutorg, slakthus, kaningårdar, cirkusar och andra platser där det fanns djur.

## Fågelro
År 1871 skänkte staden Göteborg 50 tunnland på Rödjan i närheten av Rya skog på Hisingen till sällskapet, som där planterade skog och arrangerade en vild park, lite i samma anda som Slottsskogen. Området fick namnet Fågelro. Hit var det vanligt att skolbarn, inte minst under ledning av Carl Gustaf Svensson, och familjer gjorde utflykter genom att ta färjan Bonnafröjda mellan Klippan och Färjenäs. På somrarna var Fågelro en populär badplats. Den 29 maj 1884 reste sällskapet en minnesvård på Fågelro över grundare A. W. Malm som avlidit två år tidigare. På vården står det "Åt professor A. W. Malm, † 1882. Småfoglarnes Vänner reste Vården". Idag finns stenen inmurad i grunden till Naturhistoriska museet i Slottsskogen. 1895 etablerades Vestkustens Petroleum AB i västra delen av Färjestaden. Fågelro fanns sedan kvar fram till 1930-talet då Göteborgs stadsfullmäktige beslutade att anlägga en oljehamn i området, som fick namnet Ryahamnen. En av få saker som idag minner om Fågelro är Fågelrovägen, som sträcker sig mellan Ryanäsvägen och Cisterngatan.